# ستاك أوفرفلو
ستاك أوفرفلو (بالإنجليزية: Stack Overflow)‏ هو الموقع الرئيسي لستاك إكستشينج، أنشأ في عام 2008 من قِبل جيف أتوود وجويل سبولسكي. اختير الاسم من قبل رواد مدونة البرمجة الشهيرة كودينق هورر عام 2008.
يقدم الموقع مجموعة واسعة من الأسئلة والأجوبة في العديد المواضيع في برمجة الحاسوب.
يعمل الموقع كمنصة للمستخدمين لطرح الأسئلة والإجابة عن أخرى، وللتصويت على الأسئلة والأجوبة، من خلال الانضمام والمشاركة النشطة، بالقبول (للأعلى) أو الرفض (للأسفل) وتحرير الأسئلة والأجوبة بطريقة مماثلة لموقع ويكي أو ريديت. يمكن لمستخدمي ستاك أوفرفلو كسب نقاط سمعة و«شارات»؛ مثلًا، يمنح الشخص 10 نقاط سمعة إذ تلقى تصويت «للأعلى» على إجابته على سؤال ما، و10 نقاط إذا تلقى تصويت «للأعلى» على سؤاله، ويمكنه الحصول على شارات لإسهاماته القيّمة، يمثل هذا موقع أسئلة وأجوبة تقليديًا. يُتاح للمستخدمين امتيازات جديدة مع زيادة سمعتهم مثل القدرة على التصويت والتعليق وحتى تعديل مشاركات الآخرين. يرخص كل المحتوى الذي ينشئه المستخدم بموجب ترخيص المشاع الإبداعي النسبة - الترخيص بالمثل. 
يُعد إغلاق الأسئلة التمايز الرئيسي عن ياهو! أنسرز وطريقة لمنع الأسئلة الرديئة. جُددت آلية العمل عام 2013؛ إذ أصبحت الأسئلة المحررة الموضوعة تظهر في قائمة «قيد الانتظار » في قائمة انتظار المراجعة. صرح جيف أتوود في عام 2010 بأن الأسئلة المكررة لا تعتبر مشكلة بل تشكل ميزة، لأن هذه الأسئلة الإضافية تؤدي إلى زيادة عدد الزيارات إلى الموقع من خلال مضاعفة عدد مرات الوصول إلى الكلمات الرئيسية ذات الصلة في محركات البحث.
اعتبارًا من يناير 2019، أصبح عدد مستخدمي ستاك أوفرفلو أكثر من 10 ملايين مستخدم مسجل، وتجاوز 16 مليون سؤال في منتصف عام 2018 وأهم ثمانية مواضيع تمت مناقشتها على الموقع، استنادًا إلى نوع الوسم المخصص للأسئلة، هي: جافا سكريبت، وجافا، وسي شارب، وبيّ إتش بيّ، وأندرويد، وبايثون، وجي كويري وإتش تي إم إل.
يحتوي ستاك أوفرفلو أيضًا على قسم وظائف لمساعدة المطورين في العثور على فرصتهم التالية. ويوفر لأصحاب العمل أدوات لتصنيف أعمالهم التجارية، والإعلان عن شواغرهم على الموقع، وتزويدهم بالمرشحين من قاعدة بيانات ستاك أوفرفلو للمطورين المتاحين للاتصال بهم.

## نبذة تاريخية
أنشأ جيف أتوود وجويل سبولسكي الموقع عام 2008. أرسل جيف أتوود في 31 يوليو 2008 دعوات لمشتركيه لتشجيعهم على المشاركة في النسخة التجريبية الخاصة من الموقع الجديد، وحدد استخدامه لأولئك الراغبين في اختبار البرمجيات الجديدة. أعلن في 15 سبتمبر 2008 أن النسخة التجريبية العامة كانت في وضع الجلسة وأن العامة أصبحوا قادرين على استخدامها لطلب المساعدة في المسائل البرمجية. وحُدد تصميم شعار ستاك أوفرفلو بعملية تصويت.
أُعلن في 3 مايو 2010 أن ستاك أوفرفلو قد جمع 6 ملايين دولار من رأس المال الاستثماري من مجموعة من المستثمرين بقيادة شركة يونيون سكوير فينتشرز.

### معايير المحتوى
يقبل ستاك أوفرفلو فقط الأسئلة البرمجية التي تركز بشدة على مشكلة معينة. عادةً ما يرفض مستخدمو الموقع الأسئلة ذات الطبيعة الأوسع -أو تلك التي تدعو إلى أجوبة تعتبر مسألة رأي بطبيعتها- وتُميز على أنها مغلقة. يهدف الموقع الشقيق softwareengineering.stackexchange.com
إلى أن يكون مكانًا لاستعلامات أوسع، مثل الأسئلة العامة حول تطوير البرمجيات.

### تعليق المستخدمين
طبق ستاك أوفرفلو في أبريل 2009 سياسة «التعليق المؤقت»، لتقليص عدد المستخدمين الذين لا يبدون «أي جهد للتعلم (قواعد المجتمع) أو للتحسن مع مرور الوقت» أو ينخرطون في «السلوك التخريبي» ويصبحون مصدر إزعاج. يقترن التعليق بتحديد درجة سمعة المستخدم مؤقتًا على «1» ووضع تدوين على صفحة الملف الشخصي للمستخدم يشير إلى التعليق والمدة المتبقية.

### الاختراق الأمني
في أوائل مايو 2019، نُشر تحديث لإصدار تطوير ستاك أوفرفلو. احتوى على خطأ سمح للمهاجمين بمنح أنفسهم امتيازات في الوصول إلى إصدار الإنتاج للموقع. نشر ستاك أوفرفلو على مدونته أن حوالي 250 من مستخدمي الشبكة العامة تأثروا بهذا الانتهاك، والذي «كان يمكنه إعادة عنوان الآي بيّ أو الأسماء أو البريد الإلكتروني».

## وصلات خارجية
- الموقع الرسمي